# Sven Hoflund
Sven Axel Hoflund, född 11 augusti 1906 i Högby socken, Öland, död 12 juni 1979 i Bålsta, Håbo kommun, var en svensk veterinär.
Sven Holflund avlade veterinärexamen 1930, blev veterinärmedicine doktor 1940 med avhandlingen Untersuchungen über Störungen in den Funktionen der Wiederkäuermagen, durch Schädigungen des N. vagus verursacht, var laborator vid Veterinärhögskolans obstetrisk-bujatriska institut 1935–1949, och blev professor i medicin för idisslare 1949. Hoflund publicerade ett flertal arbeten rörande störningar i idisslarfunktionen och våmfloran samt rörande fårsjukdomar.